# Nikołajenko
Nikołajenko (ros. Николаенко) – chutor w Rosji, w Kraju Krasnodarskim, w rejonie apszerońskim. W 2010 liczył 1022 mieszkańców.